# 新埠古窑址
新埠古窑址，位于中国广东省湛江市遂溪县杨柑镇永安村、下山井村、下六镇东港仔村，为遂溪县的一个县级文物保护单位，类型为古遗址，公布时间为1991年6月20日。
新埠古窑址的历史年代为宋—元。